# Società Sportiva Felice Scandone 2010-2011
Questa voce raccoglie le informazioni riguardanti la Società Sportiva Felice Scandone nelle competizioni ufficiali della stagione 2010-2011.

## Verdetti stagionali
Competizioni nazionali
- Serie A:

stagione regolare: 4º posto su 16 squadre (17-13);
play-off: Eliminato ai quarti di finale da Treviso;
- Coppa Italia:

Eliminato in semifinale da Cantù.

## Stagione
La stagione 2010-2011 della Società Sportiva Felice Scandone sponsorizzata Air, è l'11ª nel massimo campionato italiano di pallacanestro, la Serie A.
All'inizio della nuova stagione la Lega Basket decise di modificare il regolamento riguardo al numero di giocatori stranieri da schierare contemporaneamente in campo. Si decise così di optare per la scelta della formula con 6 giocatori stranieri di cui massimo 2 non appartenenti a Paesi appartenenti alla FIBA Europe.
La nuova stagione inizia con la conferma di Szymon Szewczyk, Roberto Casoli, Chevon Troutman, la nomina di Francesco Vitucci come allenatore ed i ritorni di Tonino Zorzi come Senior Assistant e Marques Green, entrambi tesserati al momento della vittoria della Coppa Italia 2008. Si aggiungono al roster i nuovi acquisti Omar Thomas, Taquan Dean, Valerio Spinelli, Linton Johnson e Merab Bokolishvili, aggregato alla formazione Under19. Dal 28 settembre si aggiunge al roster della stagione Alessandro Infanti, già aggregato alla squadra in occasione delle amichevoli precampionato.
Il precampionato vede la società vittoriosa 8 volte su 11 incontri ufficiali disputati (4-3 vs squadre di Serie A). Con 19 punti di media complessiva, Chevon Troutman è risultato essere il top-scorer assoluto prestagionale.
La prima giornata di campionato, disputatasi il 17 ottobre, vede il club sconfitto da Treviso in trasferta per 88-70. La settimana successiva Avellino supera Varese con il punteggio di 85-69, per essere nuovamente sconfitto la settimana seguente al Futurshow Station di Bologna. Nella 4ª giornata di campionato Roma cede in trasferta con il punteggio di 72-65 in favore della formazione irpina. La settimana successiva l'Air batte Montegranaro (prima vittoria esterna stagionale), guadagnando 2 posizioni in classifica. Le successive 4 giornate sono caratterizzate da una serie di sconfitte che si protrassero dal 20 novembre contro Cantù al 12 dicembre contro Milano che portano la società in 12ª posizione. Nelle successive tre giornate la Scandone batte rispettivamente Cremona, Caserta e Sassari portandosi a 12 punti complessivi. Il 6 gennaio Avellino è sconfitta da Siena per 4 punti dopo aver rimontato lo svantaggio di 18 maturato al termine del terzo quarto. Nella 14ª giornata la Scandone supera Pesaro, portandosi in 6ª posizione ed ipotecando la qualificazione alle Final Eight svoltesi a Torino dal 10 al 13 febbraio. Complice la vittoria di Caserta a Treviso nell'anticipo settimanale, la qualificazione diventa matematica. L'ultimo incontro è caratterizzato dalla vittoria di Brindisi al PalaDelMauro per 80-79 (ultimo canestro di Dixon sul suono della sirena) complice il secondo quarto mal disputato dalla formazione di casa (parziale di 12-26) e qualche dubbia decisione arbitrale nei momenti decisivi del match come evidenziato da Francesco Vitucci nella conferenza stampa post-gara. A seguito delle proteste scaturite al termine dell'incontro, la FIP ha decretato la squalifica per 3 incontri (poi ridotti ad 1 a seguito del parziale accoglimento del ricorso presentato dal club) nei confronti di Marques Green, un'ammenda per la società e la deplorazione di Francesco Vitucci e Tonino Zorzi. Il girone d'andata termina con il club in 7ª posizione in classifica a 14 punti derivanti da 7 vittorie e 8 sconfitte (2 punti in meno rispetto alla stagione precedente e 79,3 punti di media ad incontro). Nel corso dello stesso, la società ha attraversato momenti di gestione difficili come evidenziato dalle dichiarazioni del presidente Ercolino.
Il girone di ritorno si apre con una serie di 3 successi consecutivi rispettivamente contro Treviso (26-1 il parziale del 3°quarto), Varese e Bologna (36 punti di Szymon Szewczyk in 44 minuti disputati). Nel corso del 4° quarto dell'incontro con Treviso, Chevon Troutman subisce la rottura del legamento crociato del ginocchio destro. L'infortunio richiede uno stop di 4/6 mesi e un intervento chirurgico necessario. L'11 febbraio la Scandone supera Milano nei quarti di finale di Coppa Italia, accedendo alle semifinali dove subisce la sconfitta da parte di Cantù per 82-65, complice l'infortunio di Johnson al termine del primo quarto. Nel corso dei quarti di finale Marques Green fa registrare il record assoluto di assist (20) delle Final Eight e del Campionato italiano. Il precedente primato in coppa (10), ottenuto nel 2009, apparteneva a Terrell McIntyre e Earl Boykins. Quello del campionato, invece, era 16 e, inizialmente apparteneva a Toni Kukoč per poi venire eguagliato dallo stesso Green e da Dee Brown. La 4ª giornata del girone di ritorno vede Avellino cedere a Roma con il punteggio di 80-70. Non prendono parte all'incontro gli infortunati Taquan Dean (stop di 3-4 mesi), Valerio Spinelli e Linton Johnson, ai quali si aggiunge Szymon Szewczyk infortunatesi nel corso del 2° quarto. La settimana seguente la Scandone supera Montegranaro, per poi cedere, il 5 marzo, in trasferta a Cantù con il punteggio di 91-67. Il 4 marzo Giuseppe Sampietro viene nominato nuovo Amministratore Unico societario, subentrando ai dimissionari Vincenzo e Luigi Ercolino. Il 20 marzo Avellino supera Biella in casa per 83-76, per poi cedere, le settimane seguenti, a Teramo (squalificati per l'incontro successivo Tonino Zorzi per le proteste arbitrali post-partita e Francesco Vitucci, pena sostituita con ammenda), Milano e Cremona. Il 17 aprile la Scandone supera in trasferta Caserta, per poi ripetersi le settimane seguenti contro Sassari, Siena e Pesaro. La gara registra il rientro in campo di Taquan Dean dall'infortunio dello scorso febbraio (5 minuti disputati, nessun punto). Sempre nel corso dello stesso Avellino conquista la matematica qualificazione ai play-off, conservando la 4ª posizione in classifica. Il 15 maggio, ultima giornata di campionato, la Scandone supera Brindisi con il punteggio di 68-112, terminando la stagione regolare in 4ª posizione con 32 punti (8 in più della precedente stagione, 82,3 punti effettuati e 79,3 subiti in media). Il 16 maggio Omar Thomas viene eletto MVP della stagione regolare
Nella post-season Avellino affronta Treviso, classificatosi 5º durante la stagione regolare. La gara 1 si conclude per 78-82 a favore della formazione ospite, complice il 13-23 dalla lunetta. Il 22 maggio la Scandone supera Treviso con il punteggio di 87-68 nonostante il 14-25 ai tiri liberi (34 punti complessivi di Szymon Szewczyk), riportando in pari la serie. Non prende parte all'incontro Omar Thomas, infortunatosi in un contatto di gioco con Alessandro Gentile nel corso del primo incontro. La G3, disputata al PalaVerde di Treviso, vede la vittoria della formazione di casa per 74-64. La gara 4 si chiude con il punteggio di 69-59 a favore di Treviso, che conclude la serie per 3-1. Non prende parte alle ultime due gare Riccardo Cortese, infortunatosi alla mano in allenamento dopo la prima gara. Considerato il piazzamento al termine della stagione, Avellino si qualifica al turno preliminare di EuroCup, alla quale rinuncia a partecipare a causa del dispendio in termini economici e atletici.

## Roster
| Air Avellino 2010-11 | Air Avellino 2010-11 |
| Giocatori            | Staff tecnico        |
| -------------------- | -------------------- |

| N. | Naz.                                                   | Ruolo | Nome               | Anno | Alt.   | Peso   |  |
| -- | ------------------------------------------------------ | ----- | ------------------ | ---- | ------ | ------ |  |
| 4  | Stati Uniti (bandiera) · Macedonia del Nord (bandiera) | P     | Marques Green      | 1982 | 163 cm | 60 kg  |  |
| 5  | Stati Uniti (bandiera)                                 | AG    | Chevon Troutman    | 1981 | 201 cm | 109 kg |  |
| 8  | Italia (bandiera)                                      | G     | Riccardo Cortese   | 1986 | 197 cm | 90 kg  |  |
| 9  | Italia (bandiera)                                      | P     | Valerio Spinelli   | 1979 | 185 cm | 75 kg  |  |
| 10 | Belgio (bandiera) · Italia (bandiera)                  | G     | Dimitri Lauwers    | 1979 | 187 cm | 82 kg  |  |
| 11 | Italia (bandiera)                                      | C     | Roberto Casoli (C) | 1972 | 208 cm | 108 kg |  |
| 13 | Italia (bandiera)                                      | G     | Alessandro Infanti | 1985 | 190 cm | 90 kg  |  |
| 14 | Italia (bandiera)                                      | G     | Andrea Iannicelli  | 1991 | 195 cm | 85 kg  |  |
| 24 | Polonia (bandiera)                                     | C     | Szymon Szewczyk    | 1982 | 209 cm | 111 kg |  |
| 33 | Stati Uniti (bandiera) · Slovenia (bandiera)           | AP    | Omar Thomas        | 1982 | 195 cm | 101 kg |  |
| 43 | Stati Uniti (bandiera)                                 | AG    | Linton Johnson     | 1980 | 203 cm | 93 kg  |  |
| 55 | Stati Uniti (bandiera) · Spagna (bandiera)             | G     | Taquan Dean        | 1983 | 193 cm | 90 kg  |  |
| -  | Italia (bandiera)                                      | P     | Emilio Barbaro     | 1992 | 180 cm |        |  |
| -  | Georgia (bandiera)                                     | G     | Merab Bokolishvili | 1992 | 195 cm | 92 kg  |  |

| Allenatore                                                         |
| - Francesco Vitucci                                                |
| Assistente/i                                                       |
| - Tonino Zorzi - Gianluca De Gennaro Legenda - (C) Capitano Roster |

### Staff tecnico e dirigenziale
- Allenatore: Francesco Vitucci
- Senior Assistant: Tonino Zorzi

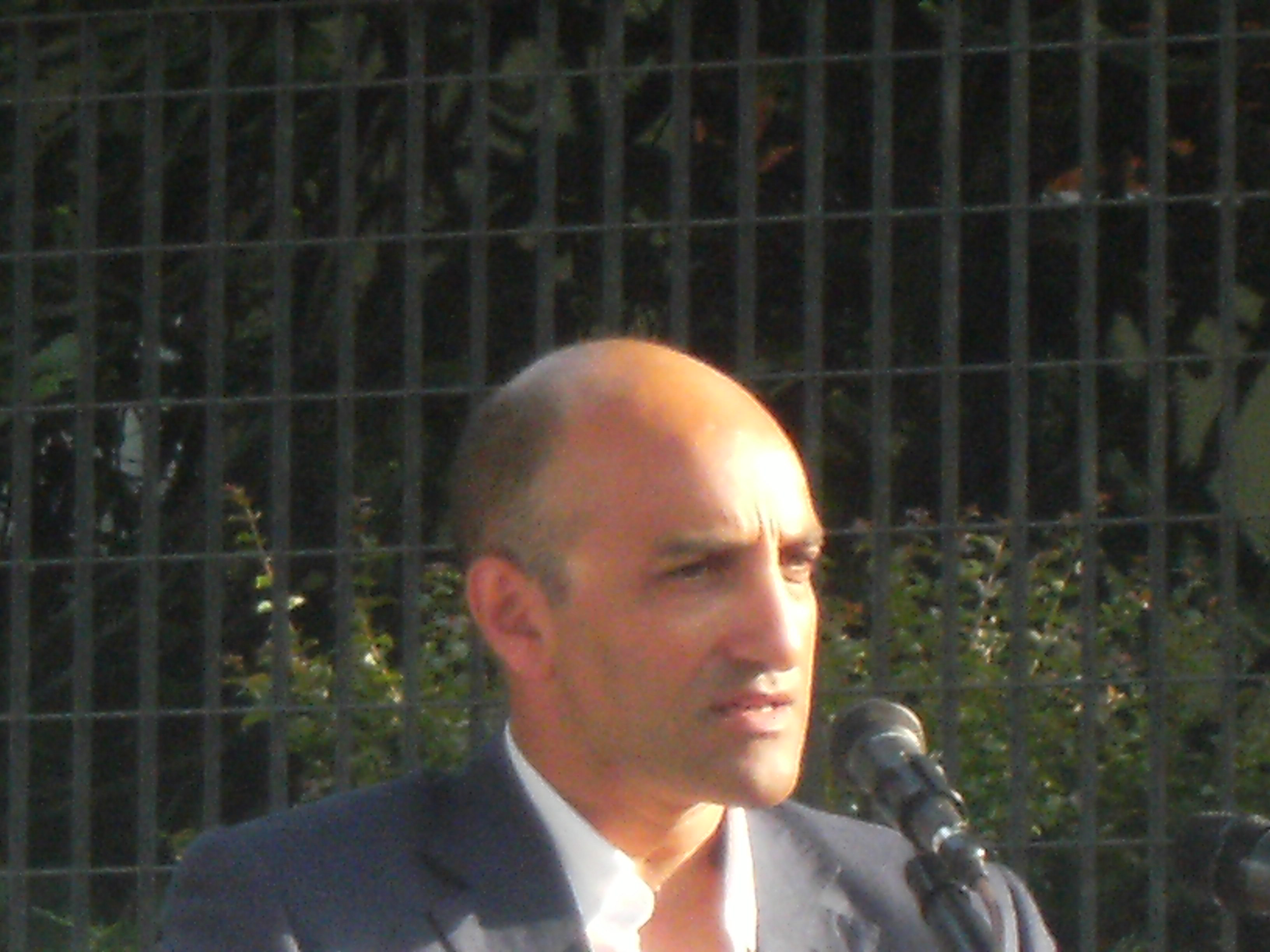
Francesco Vitucci

- Vice Allenatore: Gianluca de Gennaro
- Preparatore atletico Silvio Barnabà
- Medico: Franco Cerullo
- Medico: Gennaro Corbo
- Medico: Raffaele Piscopo
- Fisioterapista: Giuseppe Grassi
- Fisioterapista: Gerardo Zeccardo

- Presidente: Vincenzo Ercolino (fino al 4 marzo)[33]
- Amministratore Delegato: Luigi Ercolino (fino al 4 marzo)[33]
- Amministratore unico: Giuseppe Sampietro (dal 4 marzo)[33]
- Direttore Generale: Antonello Nevola
- Direttore Sportivo: Gaetano De Paola
- Addetto agli arbitri: Nino Mondo
- Addetto stampa: Maria Picariello
- Responsabile Marketing: Carla Botta
- Relazioni esterne: Madrigalia s.a.s
- Segreteria: Rossella Galante -  Ilaria Tomaselli
- Segr. sportiva: Gianluca Di Domenico
- Responsabile tecnico settore giovanile: Gianluca de Gennaro
- Resp.Sett. Giovanile: Giuseppe Freda
- Responsabile Statistiche: Giuseppe Adamo
- Responsabile logistica: Vincenzo Maria Genovese
- Speaker ufficiale:  Alberto Maria Acone
- Responsabile impianto: Luigi Di Costanzo
- Autista ufficiale:  Carmine Galante

## Mercato

### Sessione estiva
| Acquisti | Acquisti           | Acquisti       | Acquisti   | Acquisti |
| R.       | Nome               | da             | Modalità   |          |
| -------- | ------------------ | -------------- | ---------- | -------- |
| C        | Linton Johnson     | Free agent     | definitivo |          |
| ALL      | Francesco Vitucci  | Free agent     | definitivo |          |
| ALL      | Tonino Zorzi       | Reyer Venezia  | definitivo |          |
| P        | Marques Green      | V.L. Pesaro    | definitivo |          |
| G        | Taquan Dean        | Kavala         | definitivo |          |
| P        | Valerio Spinelli   | B.C. Ferrara   | definitivo |          |
| G        | Alessandro Infanti | Pistoia Basket | definitivo |          |
| AP       | Omar Thomas        | N.B. Brindisi  | definitivo |          |

| Cessioni | Cessioni        | Cessioni         | Cessioni       | Cessioni |
| R.       | Nome            | a                | Modalità       |          |
| -------- | --------------- | ---------------- | -------------- | -------- |
| P        | Dee Brown       | Qingdao Eagles   | fine contratto |          |
| ALL      | Cesare Pancotto | Barcellona       | fine contratto |          |
| AP       | Cenk Akyol      | Efes Pilsen      | fine contratto |          |
| A        | Filip Dylewicz  | Trefl Sopot      | fine contratto |          |
| P        | Antonio Porta   | Scaligera Verona | fine contratto |          |
| G        | DeMarcus Nelson | Cholet           | fine contratto |          |

## Risultati

### Campionato

#### Stagione regolare

##### Girone di andata
| Treviso 17 ottobre 2010, ore 18:15 UTC+2 1ª giornata | Pall. Treviso | 88 – 70 referto | Scandone Avellino | Palaverde |

| Avellino 24 ottobre 2010, ore 18:15 UTC+2 2ª giornata | Scandone Avellino | 85 – 69 referto | Pall. Varese | PalaDelMauro |

| Bologna 31 ottobre 2010, ore 18:15 UTC+1 3ª giornata | Virtus Bologna | 73 – 66 referto | Scandone Avellino | Unipol Arena |

| Avellino 7 novembre 2010, ore 18:15 UTC+1 4ª giornata | Scandone Avellino | 72 – 65 referto | Virtus Roma | PalaDelMauro |

| Ancona 14 novembre 2010, ore 18:15 UTC+1 5ª giornata | Sutor Montegranaro | 93 – 98 referto | Scandone Avellino | PalaRossini |

| Avellino 20 novembre 2010, ore 20:00 UTC+1 6ª giornata | Scandone Avellino | 71 – 75 referto | Pall. Cantù | PalaDelMauro |

| Biella 28 novembre 2010, ore 18:15 UTC+1 7ª giornata | Pall. Biella | 86 – 85 referto | Scandone Avellino | Palacoop |

| Avellino 5 dicembre 2010, ore 18:15 UTC+1 8ª giornata | Scandone Avellino | 88 – 89 referto | Teramo Basket | PalaDelMauro |

| Milano 12 dicembre 2010, ore 18:15 UTC+1 9ª giornata | Olimpia Milano | 90 – 78 referto | Scandone Avellino | Forum d'Assago |

| Avellino 19 dicembre 2010, ore 18:15 UTC+1 10ª giornata | Scandone Avellino | 83 – 69 referto | Vanoli Cremona | PalaDelMauro |

| Avellino 28 dicembre 2010, ore 20:30 UTC+1 11ª giornata | Scandone Avellino | 79 – 68 referto | Juvecaserta | PalaDelMauro |

| Sassari 2 gennaio 2011, ore 18:15 UTC+1 12ª giornata | Dinamo Sassari | 71 – 80 referto | Scandone Avellino | PalaSerradimigni |

| Avellino 6 gennaio 2011, ore 18:15 UTC+1 13ª giornata | Scandone Avellino | 75 – 79 referto | Mens Sana Siena | PalaDelMauro |

| Pesaro 9 gennaio 2011, ore 11:45 UTC+1 14ª giornata | V.L. Pesaro | 69 – 80 referto | Scandone Avellino | Adriatic Arena |

| Avellino 16 gennaio 2011, ore 18:15 UTC+1 15ª giornata | Scandone Avellino | 79 – 80 referto | N.B. Brindisi | PalaDelMauro |

##### Girone di ritorno
| Avellino 22 gennaio 2011, ore 20:00 UTC+1 1ª giornata | Scandone Avellino | 77 – 53 referto | Pall. Treviso | PalaDelMauro |

| Varese 30 gennaio 2011, ore 18:15 UTC+1 2ª giornata | Pall. Varese | 83 – 85 referto | Scandone Avellino | PalaWhirlpool |

| Avellino 6 febbraio 2011, ore 18:15 UTC+1 3ª giornata | Scandone Avellino | 105 – 101 (d.t.s.) referto | Virtus Bologna | PalaDelMauro |

| Roma 20 febbraio 2011, ore 18:15 UTC+1 4ª giornata | Virtus Roma | 80 – 70 referto | Scandone Avellino | Palazzetto dello Sport |

| Avellino 26 febbraio 2011, ore 20:15 UTC+1 5ª giornata | Scandone Avellino | 83 – 75 referto | Sutor Montegranaro | PalaDelMauro |

| Cucciago 5 marzo 2011, ore 20:15 UTC+1 6ª giornata | Pall. Cantù | 91 – 67 referto | Scandone Avellino | PalaPianella |

| Avellino 20 marzo 2011, ore 18:15 UTC+1 7ª giornata | Scandone Avellino | 83 – 76 referto | Pall. Biella | PalaDelMauro |

| Teramo 27 marzo 2011, ore 18:15 UTC+2 8ª giornata | Teramo Basket | 99 – 97 (d.t.s.) referto | Scandone Avellino | PalaScapriano |

| Avellino 3 aprile 2011, ore 18:15 UTC+2 9ª giornata | Scandone Avellino | 76 – 84 referto | Olimpia Milano | PalaDelMauro |

| Cremona 10 aprile 2011, ore 11:45 UTC+2 10ª giornata | Vanoli Cremona | 89 – 78 referto | Scandone Avellino | PalaRadi |

| Castel Morrone 17 aprile 2011, ore 18:15 UTC+2 11ª giornata | Juvecaserta | 75 – 83 referto | Scandone Avellino | PalaMaggiò |

| Avellino 23 aprile 2011, ore 18:15 UTC+2 12ª giornata | Scandone Avellino | 92 – 87 referto | Dinamo Sassari | PalaDelMauro |

| Siena 30 aprile 2011, ore 20:30 UTC+2 13ª giornata | Mens Sana Siena | 77 – 82 referto | Scandone Avellino | PalaMensSana |

| Pesaro 12 maggio 2011, ore 18:15 UTC+2 14ª giornata | Scandone Avellino | 89 – 76 referto | V.L. Pesaro | PalaDelMauro |

| Brindisi 15 maggio 2011, ore 18:15 UTC+2 15ª giornata | N.B. Brindisi | 68 – 112 referto | Scandone Avellino | PalaPentassuglia |

#### Play-off
| Avellino 19 maggio 2011, ore 20:15 UTC+2 Gara 1 | Scandone Avellino | 78 – 82 referto | Pall. Treviso | PalaDelMauro |

| Avellino 21 maggio 2011, ore 20:30 UTC+2 Gara 2 | Scandone Avellino | 87 – 68 referto | Pall. Treviso | PalaDelMauro |

| Treviso 23 maggio 2011, ore 20:30 UTC+2 Gara 3 | Pall. Treviso | 74 – 64 referto | Scandone Avellino | PalaVerde |

| Treviso 25 maggio 2011, ore 20:15 UTC+2 Gara 4 | Pall. Treviso | 69 – 59 referto | Scandone Avellino | PalaVerde |

### Coppa Italia
| Torino 11 febbraio 2011, ore 18:00 UTC+2 Quarti di finale | Olimpia Milano | 84 – 92 referto | Scandone Avellino | PalaOlimpico |

| Torino 12 febbraio 2011, ore 20:30 UTC+2 Semifinale | Pall. Cantù | 82 – 65 referto | Scandone Avellino | PalaOlimpico |